# Sirik
Sīrīk (farsi سیریک) è una città dello shahrestān di Minab, circoscrizione di Byaban, nella provincia di Hormozgan. Aveva, nel 2006, una popolazione di 3.640 abitanti. 